# Barcice Dolne
Barcice Dolne (dawn. Barcice Niemieckie) – wieś w Polsce położona w województwie małopolskim, w powiecie nowosądeckim, w gminie Stary Sącz.
W latach 1975–1998 miejscowość administracyjnie należała do województwa nowosądeckiego.
Barcice Dolne to również nazwa sołectwa, jako jednostki pomocniczej gminy Stary Sącz, utworzonego na całym obszarze tej miejscowości (siedzibą sołectwa jest wieś sołecka). Należy dodać, iż w sąsiedztwie Barcic Dolnych, od południowej strony, leżą Barcice, z których w 1910 roku wyodrębniły się Barcice Dolne. Administracyjnie są to odrębne miejscowości.

## Opis
Barcice Dolne to miejscowość w całości położona na równinie, na lewym brzegu Popradu, na wysokości 325 m n.p.m. Jest najmniejszym obszarowo sołectwem gminy Stary Sącz. Poszczególne części wsi noszą nazwę: Gościniec, Drożdżówki. Domostwa zlokalizowane przy drodze głównej to Gościniec. Drożdżówki położone są w zachodniej części wsi, poza zwartą zabudową. W granicach Barcic Dolnych znajdują się stoki góry Szczuglin, która dała nazwę dla jednej z barcickich niw, z której wyodrębniono Barcice Dolne. Najstarsza, historyczna część wsi mieści się przy drodze prowadzącej z Barcic do Cyganowic. Nie posiada osobnej nazwy.
Barcice Dolne leżą tuż pod miastem, dlatego są to tereny atrakcyjne dla osadnictwa. Z roku na rok przybywa nowych domów i mieszkańców, numeracja staje się nieczytelna. Wieś posiada ok. 17 dróg o łącznej długości około 10 km. Na koniec 1998 r. było tutaj 151 nieruchomości i 655 mieszkańców (dane o liczbie ludności według stanu z końca 1999 r.). W 2006 r. liczba nieruchomości wzrosła do około 180.

## Historia
Historia Barcic Dolnych zaczyna się tak naprawdę dopiero od 1910 roku, kiedy to wieś ta wyodrębniła się formalnie od Barcic. Aby ukazać, jak do tego doszło i w jakich okolicznościach, należy cofnąć się jednak do końca XVIII wieku.
Do 1785 roku tenuta (dzierżawa) barcicka, obejmująca Barcice, Rytro, Przysietnicę, Wolę Krogulecką, Suchą Strugę i Obłazy była w posiadaniu Urszuli (Elżbiety) Moszkowskiej, która tytułowała się starościną barcicką. Folwark barcicki istniał w północnej części starostwa, na terenie niwy Szczuglin. To przede wszystkim tutaj chłopi barciccy odrabiali pańszczyznę. W 1785 roku odebrano dawną królewszczyznę z rąk prywatnych, która od tej pory podlegała Zarządowi Dóbr Kameralnych w Nowym Sączu. W 1787 roku, w tzw. katastrze józefińskim, zakwalifikowano teren dawnego folwarku jako ziemię dominialną (pańską), w odróżnieniu od ziemi chłopskiej (rustykalnej). Na takie ziemie sprowadzano i osiedlano kolonistów z krajów Rzeszy. Tak się stało z ziemiami dawnego folwarku barcickiego. Położony na równinie, folwark zajmował najlepsze ziemie w tej części Doliny Popradu.
W 1787 roku osiedlono na terenie niwy dominialnej Szczuglin 18 rodzin osadników niemieckich. Ziemię byłego folwarku podzielono w równych częściach pomiędzy kolonistów. Jednocześnie z tą akcją osadniczą lub kilka miesięcy wcześniej osiedlono kolonistów na Sapieńcu i w Dominikowie (tamtejsze kolonie miały niższe numery domów, niż te z terenów niwy Szczuglin). Niektóre rodziny przenosiły się w inne miejsce. Zwolniona kolonia szybko obsadzana była nowymi osadnikami. Najniższy numer domu na terenie późniejszych Barcic Dolnych to kolonia o numerze 57.
Koloniści barciccy byli przede wszystkim wyznania rzymskokatolickiego i z tego powodu szybciej asymilowali się z tutejszą ludnością. W połowie XIX wieku było tutaj 14 domów. Ziemia z czasem ulegała podziałowi, powstawały nowe gospodarstwa. Dzięki zawieranym związkom małżeńskim coraz częściej pojawiają się nazwiska polsko brzmiące. W dokumentach uwłaszczeniowych dla Barcic z lat 50. XIX wieku, ziemia zajęta przez kolonie w Barcicach określana jest jako „Barcice Colonial”, zaś pozostała jako „Barcice National”. Nie można jeszcze w tym przypadku mówić o stopniowym wyodrębnianiu się nowej wsi na terenie Barcic, gdyż określenie „Barcice Colonial” dotyczyło także Sapieńca i Dominikowa, a więc przysiółków oddalonych od niwy Szczuglin o kilka kilometrów. W tym czasie kolonie osadników rozlokowane były z prawej strony drogi, biegnącej z Barcic do Cyganowic. Niektórzy gospodarze posiadali budynki gospodarcze po przeciwnej stronie drogi. Nie było wówczas jeszcze żadnego domu przy drodze głównej, prowadzącej do Starego Sącza.
Od 1869, kiedy w Galicji w wyniku zmian w kodeksie cywilnym dopuszczono swobodny obrót ziemią, zwiększa się podział szerokich pasów pól na wąskie zagony. W 1876 oddano do użytku kolej tarnowsko-leluchowską, biegnącą przez ziemie uprawne kolonistów. W związku z tą inwestycją wywłaszczenia dotknęły niemal wszystkich gospodarzy. Nie były one jednak uciążliwe, zabrany grunt należy liczyć nie tyle w morgach, co w sążniach.
Z inicjatywy kilku kolonistów, którzy nie czuli się spolonizowani, udało się utworzyć nową wieś – Barcice Dolne, formalnie z dniem 1 stycznia 1910. Obszar wsi wyznaczono według granic niwy Szczuglin. Większość z inicjatorów wyjechała jeszcze przed I wojną światową, pozostali w trakcie działań wojennych. W nowej miejscowości uporządkowano numerację domów. Zwolnione numery przydzielano nowym budynkom w Barcicach, które zaczęto nazywać „Górnymi”. Bez zmian pozostawiono numerację parcel gruntowych, gdyż dla Barcic zaczynała się ona od strony północnej, od niwy Szczuglin.
Barcice Dolne używały pieczęci gminnej z wyobrażeniem stojącego wieśniaka z napisem „Zwierzchność gminna – Barcice Dolne”.
Podczas II wojny światowej Barcice Dolne przemianowano na Barcice Niemieckie (Deutsch-Bartschitz). Starą nazwę przywrócono po wojnie. We wsi jest kilka piwnic kamiennych, liczących sobie około sto lat. Na jednym z domów wisi kapliczka skrzynkowa, datowana na 2 poł. XVIII wieku, wielokrotnie odnawiana, zawierająca elementy drogi krzyżowej. W Barcicach Dolnych, w części zachodniej, znajduje się schron przeciwlotniczy z czasów II wojny światowej.

## Znane osoby, związane z miejscowością
- Marian Cycoń – poseł III kadencji Sejmu RP (1997–2001), burmistrz Miasta i Gminy Stary Sącz.